# Nikolaus von Amsdorf
Nikolaus von Amsdorf (Torgau, Alemania, 3 de diciembre de 1483 - Eisenach, 14 de mayo de 1565) fue un teólogo y reformador luterano alemán.

## Biografía

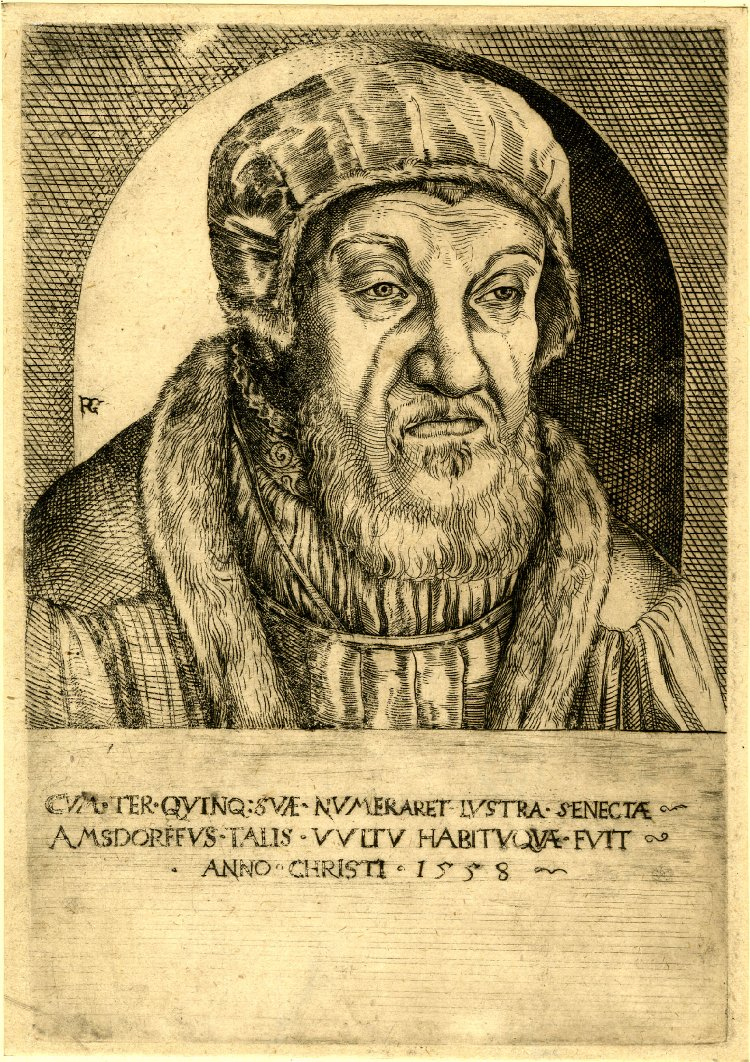
Nikolaus von Amsdorf, aguafuerte de Peter Gottlandt (1558).

Nació en Torgau, a orillas del Elba. Fue educado en Leipzig y luego en Wittenberg, donde fue uno de los primeros en matricularse en 1502 en la recientemente fundada universidad. Pronto obtuvo varios honores académicos y se convirtió en profesor de Teología en 1511.
Al igual que Andreas Karlstadt, fue al principio un destacado exponente del tipo más antiguo de teología escolástica, pero bajo la influencia de Martín Lutero abandonó sus posturas aristotélicas por una teología basada en la doctrina agustiniana de la gracia. A lo largo de su vida fue un partidario decidido de Lutero; participó con él en el debate  de Leipzig (1519) y en la Dieta de Worms (1521) y estuvo al tanto del secreto de su aislamiento en Wartburg. Asistió a los primeros intentos de la Reforma en Magdeburgo (1524), Goslar (1531) y Einbeck (1534). Tomó parte activa en los debates en Esmalcalda (1537), en los que defendió el uso del sacramento por parte de los incrédulos y habló en contra de la bigamia del landgrave de Hesse en 1539.
Al morir Felipe del Palatinado, obispo de Naumburgo, fue instalado allí por el Príncipe-elector de Sajonia y por Lutero el 20 de enero de 1542, aunque en oposición al capítulo. Su posición era dolorosa y deseaba volver a Magdeburgo, pero Lutero lo persuadió para que se quedara. Después de la muerte de Lutero (1546) y la Batalla de Mühlberg (1547) tuvo que ceder a su rival, Julius von Pflug, y retirarse a la protección del joven duque de Weimar. Aquí participó en la fundación de la Universidad de Jena (1558). Se opuso al "Interim de Augsburgo" (1548), supervisó la publicación de la edición de Jena de las obras de Lutero y debatió sobre la libertad de la voluntad, el pecado original y, notablemente, sobre el valor cristiano de las buenas obras. Respecto a ellas sostenía que eran no solo inútiles, sino perjudiciales en la cuestión de la salvación del hombre. Instó a la separación del Alto Partido Luterano de Melanchthon (1557).
Murió en Eisenach en 1565 y fue enterrado en la iglesia de San Jorge, donde su efigie muestra un marco bien tejido y rasgos afilados.
Fue un hombre de gran tesón, gran aptitud para la controversia y considerable aprendizaje, ejerciendo así una influencia decidida sobre la Reforma.

## Legado e influencia
Se conservan muchas cartas y otras obras cortas de su pluma, en especial cinco volúmenes gruesos de manuscritos Amsdorfiana en la biblioteca de Weimar.
Hubo un pequeño grupo que adoptó su opinión sobre las buenas obras, y fue llamado después por su nombre: los amsdorfianos.